# Euprosthenops benoiti
Euprosthenops benoiti is een spinnensoort in de taxonomische indeling van de kraamwebspinnen (Pisauridae).
Het dier behoort tot het geslacht Euprosthenops. De wetenschappelijke naam van de soort werd voor het eerst geldig gepubliceerd in 1976 door Blandin.